# ヴェルサイユ条約 (1787年)
1787年のヴェルサイユ条約（ヴェルサイユじょうやく、フランス語: Traité de Versailles de 1787, ベトナム語: Hiệp ước Versailles）は、1787年11月21日に、フランス王ルイ16世と阮氏広南国の王族阮福映（後の阮朝越南皇帝嘉隆帝）の間で締結された同盟条約。

## 条約締結まで
景興38年（1777年）、阮福映が16歳のとき広南国は西山朝に滅ぼされた。追放された阮福映は、カトリック宣教師であるアドラン司教、ピニョー・ド・ベーヌの保護と援助を受けた。ピニョーは支持を得るため、「ナムターの王の特使」と称して阮福映の長男阮福景を連れてフランスへ戻った。当時7歳だった阮福景を連れて行ったのは、阮福映の特使であることを証明するためであった。

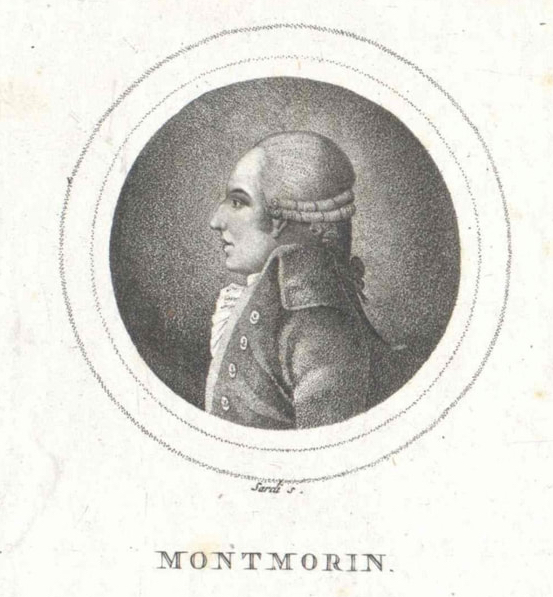
阮福映との同盟に署名したフランス外務卿モンモラン伯

交渉の結果、ルイ16世は同盟に同意した。1787年11月21日にフランス外務卿モンモラン伯と阮福映の代表ピニョーが条約に署名して成立させた。阮福映はグラン＝コンドール島（現在のコンソン島）を割譲し、トゥーラン（現在のダナン）でのフランス居留地設置を許可、さらにフランスに貿易独占権を与え、その代わりルイ16世は阮福映を援助、4隻のフリゲートで1,650人の援軍（黒人1,450人と砲兵200人）を送った。

## 影響
この条約はフランスのインドシナにおける影響力を伸ばす第一歩となったが、援軍を送るべきであったフランス領インド総督トーマス・コンウェイは派兵を拒否した。そのためピニョーは自力で傭兵を集めなければならなかったが、それでも1789年から1799年まで阮福映の勢力拡大をよく助けた。フランスはその後も陸軍の訓練、海軍の創設、ヴォーバン風の城塞の建築など越南への援助を続けた。